# Dirnenlied

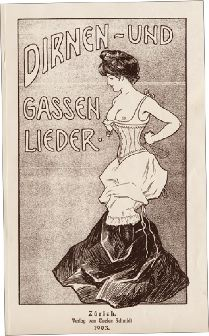
Buchpublikation: Dirnen- und Gassenlieder. Hrsg.: Hugo Egon Strasburger. Zürich: 1903

Das Dirnenlied ist eine spezifische Liedgattung, deren Thematik um Leben oder Figur der Dirne und des Prostitutionsmilieus kreist und die insbesondere auf den Bühnen der Kabaretts und Cabarets im ersten Drittel des 20. Jahrhunderts zur Blüte gelangte. Der Begriff taucht zum ersten Mal auf in Hans Ostwalds Das Berliner Dirnentum (Leipzig 1905–1907) und in der Sammlung Lieder aus dem Rinnstein (EA Berlin  1903/1908) auf.
Als Dirnenlieder im engeren Sinn gelten Rollenlieder, in denen eine Prostituierte aus der Ich-Perspektive über ihr eigenes Leben berichtet – als Dirnenlieder im weiteren Sinn gelten Lieder, die thematisch rund um das Dirnenmilieu angesiedelt sind – z. B. Zuhälterballaden, Milieuchansons u. a.
Das Genre wird aus dem Geist des französischen Naturalismus in den Cabarets des Montmartres geboren – insbesondere durch den französischen Chansonnier Aristide Bruant, der als erster bekannter Chansonnier vom Leben der Dirnen und Zuhälter am Montmartre singt. Bald darauf werden seine anrüchigen Chansons durch die französische Diseuse Yvette Guilbert auch im deutschen Sprachraum bekannt.
Die deutsche Kabarett-Bohème übernahm das Genre von den französischen Vorreitern. Zu den Autoren, die bekannte Dirnenlieder verfassten gehörten Margarete Beutler, Otto Julius Bierbaum, Bertolt Brecht, Leo Greiner, Leo Heller, Karl Henckell, Jakob van Hoddis, Friedrich Hollaender, Klabund, Alfred Lichtenstein, Sigmar Mehring, Walter Mehring, Egon Hugo Strasburger, Kurt Tucholsky, Frank Wedekind, Erich Mühsam, Georg Latz, Martin Drescher, Ada Christen, Fritz Binde, Oscar Wiener, Ernst von Wolzogen, Richard Zoozmann.
In der Dirne fand die Bohème eine radikale Kampffigur gegen moralische Werte des Bürgertums. Die Dirne tritt in ihrer Darstellung dem bürgerlichen Weiblichkeitsideal, der entsexualisierten Madonna-Mutter, die Attribut ihres Ehegatten ist, entgegen. Sie ist das Antiideal, die Inkarnation der freien Sexualität, die selbstständige weibliche Unternehmerin.